# Manuel Ortega
Manuel Ortega, nascido Manuel Hanke (Steyregg, 8 de abril de 1980) é um cantor austríaco, filho de pai austríaco e mãe espanhola.
Começou a sua carreira de cantor quando tinha dez anos de idade. Cantou com Florianer Sängerknaben um dos mais antigos coros da Áustria.
O seu gosto pela música pop levou-o a juntar-se a uma banda chamada BAFF quando era adolescente. Ele conseguiu mais de 200 atuações até 2003. Quando tinha 18 anos, participou num concurso de talentos, tendo sido escolhido entre 1.300 concorrentes para participar num novo grupo.Ele acabou por deixar o grupo e iniciou uma a solo em 2001.
A canção El Amor, La Vida foi um sucesso austríaco em 2001. Em 2002, representou a Áustria no Festival Eurovisão da Canção 2002 com a canção "Say a Word".

## Discografia
- 2003: "Any Kind Of Love"
- 2004: "Love, Live, Fly"
- 2006: "Angekommen"
- 2010: "Nur Du"